# Zeven gemeenten

De Openbaring van Johannes bevat boodschappen aan de engelen van zeven gemeenten in Efeze, Smyrna, Pergamon, Thyateira, Sardes, Filadelfia en Laodicea (Openbaring 1:4,11). Het gaat hierbij om vroegchristelijke geloofsgemeenschappen in het westen van Asia (het huidige Klein-Azië).

## Visioen
Johannes schreef dat hij een visioen had terwijl hij op het eiland Patmos was. In opdracht van Jezus schreef hij zijn visioen op. In het visioen zag de schrijver Jezus staan tussen zeven gouden lampenstandaards en met zeven sterren in zijn hand (Openbaring 1:9-20).

### Interpretatie
De standaards worden vaak als de gemeenten geïnterpreteerd. Volgens Origenes waren de engelen de beschermengelen van de gemeenten. Epiphanius verwierp dit expliciet en legde de engelen uit als bisschoppen. Augustinus interpreteerde de engelen als prelaten. Omdat het woord dat met engel wordt vertaald (άγγελος) ook boodschapper kan betekenen, kunnen hiermee ook de boodschappers worden bedoeld die de boodschap aan de gemeenten moesten afleveren.
Volgens sommigen representeren de zeven gemeenten een toekomstbeeld, zeven tijdperken in de geschiedenis van de kerk.

## Structuur
Vaak wordt van zeven 'brieven' gesproken. Ze wekken associaties op met de brieven van Paulus. Belangrijke structuurelementen van een brief ontbreken echter, zoals het noemen van een afzender, de groet en de sluitingsformule.
De opdracht die Johannes kreeg om de boodschappen op te schrijven zijn een literair stijlmiddel om het belang en de zogenaamde authenticiteit te accentueren (vergelijk Jeremia 30:1-4; Daniël 7:1). In feite gaat het om zeven plechtige toespraken van Jezus tot zijn kerk. Deze toespraken hebben steeds eenzelfde structuur:
1. De opdracht om de boodschap aan de engel van iedere kerk te schrijven.
2. De boodschap begint met een plechtige aansprekingsformule, waarmee JHWH zich via de profeten tot Zijn volk of andere volken richtte: τάδε λὲγει ὁ, "dit zegt de Heer".[6] Daarna presenteert Jezus zich met een van de attributen uit de christofanie van 1:11-18.
3. Jezus zegt dat hij op de hoogte is van de situatie van de gemeenten: "Ik weet wat u doet". Vervolgens prijst hij de goede daden of eigenschappen (behalve bij Laodicea en Sardes), maar vermaant hij hen ook om verkeerde dingen en een oproep tot bekering (behalve bij Smyrna en Filadelfia).
4. Een telkens terugkerende formule "Wie oren heeft, moet horen wat de Geest tot de gemeenten zegt" belooft de overwinnende christenen de beloning van heil.

## Efeze
Efeze was een belangrijke handelsstad. De gemeente is volgens Handelingen 19:1-12 door Paulus gesticht.
De gemeente Efeze is de eerste van de zeven gemeentes en wordt soms geïnterpreteerd als symbool voor de gemeente van verval. In Openbaring 2:1-7 staat: "Bedenk van welke hoogte u gevallen bent. Breek met het leven dat u nu leidt en doe weer als vroeger. Anders kom Ik naar u toe en neem Ik, als u geen berouw toont, uw lampenstandaard van zijn plaats."
In de boodschap voor de engel van Efeze wordt afkeurend gesproken over de Nikolaïeten. Over deze groepering is niet veel bekend.

## Smyrna
Het is niet bekend hoe de gemeente in Smyrna is ontstaan. De voorganger was vermoedelijk Polycarpus van Smyrna, die er door Johannes werd aangesteld.
De boodschap voor de engel van de gemeente in Smyrna staat in Openbaring 2:8-11. De gemeente van Smyrna wordt soms geïnterpreteerd als symbool voor de gemeente van vervolging: "Sommigen van u zullen door de duivel in de gevangenis worden gegooid, en zo op de proef worden gesteld; tien dagen lang zult u het zwaar te verduren hebben" (Openbaring 2:10).

## Pergamon
Pergamon was de hoofdstad van Asia. Over de christelijke gemeente is niets bekend.
De boodschap aan de engel van de gemeente in Pergamon staat in Openbaring 2:12-17. De gemeente in Pergamon is de derde gemeente en wordt soms geïnterpreteerd als symbool voor de gemeente van vermenging. Ook hier werd de leer van de Nikolaïeten aangehangen (Openbaring 2:15). En een andere valse leer die werd aangehangen in deze gemeente is de leer van Bileam: "Maar enkele dingen heb ik tegen u: sommigen houden vast aan de leer van Bileam, die Balak liet weten hoe hij voor de Israëlieten een val moest opzetten, waardoor ze heidens offervlees zouden gaan eten en ontucht zouden plegen" (Openbaring 2:14).
Deze gemeente wordt door sommige christenen geplaatst rond 300-600 na Christus.

## Thyateira
Thyateira was een belangrijke industriestad, in het bijzonder de purperindustrie en daarmee samenhangend de verfindustrie. De christenen hadden het er moeilijk, doordat ze geen toegang hadden tot de gilden en dus geen bedrijf konden uitoefenen. Een van de christenen van Thyateira was Lydia, een vrouw die in purper handelde (Handelingen 16:14).
De vierde gemeente: de gemeente in Thyateira wordt soms geïnterpreteerd als symbool voor voor de gemeente van verontreiniging. De boodschap aan de engel van deze gemeente staat in Openbaring 2:18-29. De boodschap begint prijzend, maar een zekere Izebel heeft een negatieve invloed:
Maar dit heb Ik tegen u: u laat die Izebel, die zichzelf profetes noemt, haar gang gaan terwijl ze mijn dienaren met haar uitspraken tot ontucht en het eten van heidens offervlees verleidt"— Openbaring 2:20
Door sommige christenen wordt deze gemeente geplaatst in de periode vanaf omstreeks 600 n.Chr. tot aan de Reformatie (1517).

## Sardes
Sardes is bekend als de hoofdstad van de legendarische koning Croesus. Het was een jonge stad: ze werd aan het begin van de jaartelling herbouwd nadat ze door een aardbeving volledig verwoest was.
De vijfde gemeente: de gemeente in Sardes wordt soms geïnterpreteerd als symbool voor de gemeente van 'verzuim'. De boodschap aan de engel van deze gemeente staat in Openbaring 3:1-6.
Jezus zegt tegen deze engel:
"Word wakker, versterk uw laatste krachten: u bent op sterven na dood. Want Ik merk dat uw gedrag tekortschiet in Gods ogen. Herinner u dat u de boodschap hebt ontvangen en begrepen. Houd eraan vast en breek met het leven dat u nu leidt. Maar als u niet wakker wordt, kom Ik onverwacht als een dief, op een tijdstip dat u niet kent."— Openbaring 3:2-3
Deze gelijkenis over zijn Wederkomst gebruikte Jezus ook: "Hij komt als een dief in de nacht" (Matteüs 24:43). Enkele mensen in Sardes hadden hun kleren wit gehouden (Openbaring 3:4).
Sommige christenen plaatsen deze gemeente in de periode vanaf de Reformatie (1517) tot omstreeks 1750, wanneer volgens sommige christenen de periode van de zesde gemeente: Filadelfia begint.

## Filadelfia
Ook Filadelfia of Philadelphia was door een aardbeving verwoest en later herbouwd. Over de gemeente in deze stad is niets bekend. Het is aan de boodschap in Openbaring te danken dat Filadelfia een populaire naam werd voor steden en kerken.
De zesde gemeente: Filadelfia wordt soms geïnterpreteerd als symbool voor de gemeente van 'verwachting'. De brief aan de engel van deze gemeente staat in Openbaring 3:7-13.
Dit was weer een engel waarover God zijn goedkeuring kon uitspreken en die zich voorbeeldig gedroeg: "Omdat u trouw bent gebleven aan mijn gebod om stand te houden, zal ik u ook trouw zijn wanneer binnenkort de tijd van de beproeving aanbreekt, als heel de aarde en de mensen die er leven op de proef worden gesteld" (Openbaring 3:10).
Sommige christenen plaatsen de gemeente in Filadelfia in de periode vanaf omstreeks het jaar 1750 tot aan de Opname van de gemeente.
Jezus sprak zich bijzonder positief uit over de gemeente in Filadelfia en er zijn diverse hedendaagse steden en geloofsgemeenten die zo (Filadelfia of Philadelphia) heten.

## Laodicea
Uit Kolossenzen 2:1 blijkt dat er al vroeg een gemeente in Laodicea was. Jezus heeft voor de engel van de gemeente van Laodicea geen goed woord over. Hij heeft echter ook een belofte: Hij komt binnen bij iedereen die de deur voor hem opendoet.
De laatste en zevende gemeente: Laodicea wordt soms geïnterpreteerd als symbool voor de gemeente van 'verkilling'. De brief aan de engel van de gemeente in Laodicea staat in Openbaring 3:14-22. Deze gemeente was koud noch warm en omdat ze lauw is, zegt Jezus: "Maar nu u lauw bent in plaats van warm of koud, zal Ik u uitspuwen" (Openbaring 3:16). Het ergste verwijt is dat Jezus op de deur klopte en het maar de vraag was of Jezus binnen mocht komen: "Ik sta voor de deur en klop aan. Als iemand mijn stem hoort en de deur opent, zal Ik binnenkomen, en we zullen samen eten, Ik met hem en hij met Mij" (Openbaring 3:20).
Door sommige christenen wordt aangenomen dat we nu aan het begin van de 21ste eeuw in de periode van de gemeente van Laodicea leven waarin er veel ongelovigen zijn en er veel afvalligheid van het geloof is.
Sommige christenen geloven dat dit de laatste gemeente tot aan het moment van de Opname van de gemeente is.